# ستانلي نورمان كوهين
ستانلي نورمان كوهين (بالإنجليزية: Stanley Norman Cohen) (و. 1935 – م) هو عالم وراثة، وأستاذ جامعي من الولايات المتحدة الأمريكية . وهو عضواً في الأكاديمية الوطنية للعلوم، والأكاديمية الأمريكية للفنون والعلوم .

## التعليم
تعلم في جامعة بنسلفانيا، وجامعة روتجرز

## جوائز
حصل على جوائز منها:
- جائزة مركز ألباني الطبي (2004)
- جائزة شو (2004) [9]
- جائزة ألبرت لاسكر للأبحاث الطبية الأساسية (1980)[10]
- قلادة العلوم الوطنية الأمريكية
- جائزة لملسون ومعهد ماساتشوستس للتكنولوجيا [الإنجليزية]‏
- جائزة وولف في الطب
- قلادة العلوم الوطنية الأمريكية في مجال التكنولوجيا والإبتكار.